# Thomas Ward (Mathematiker)

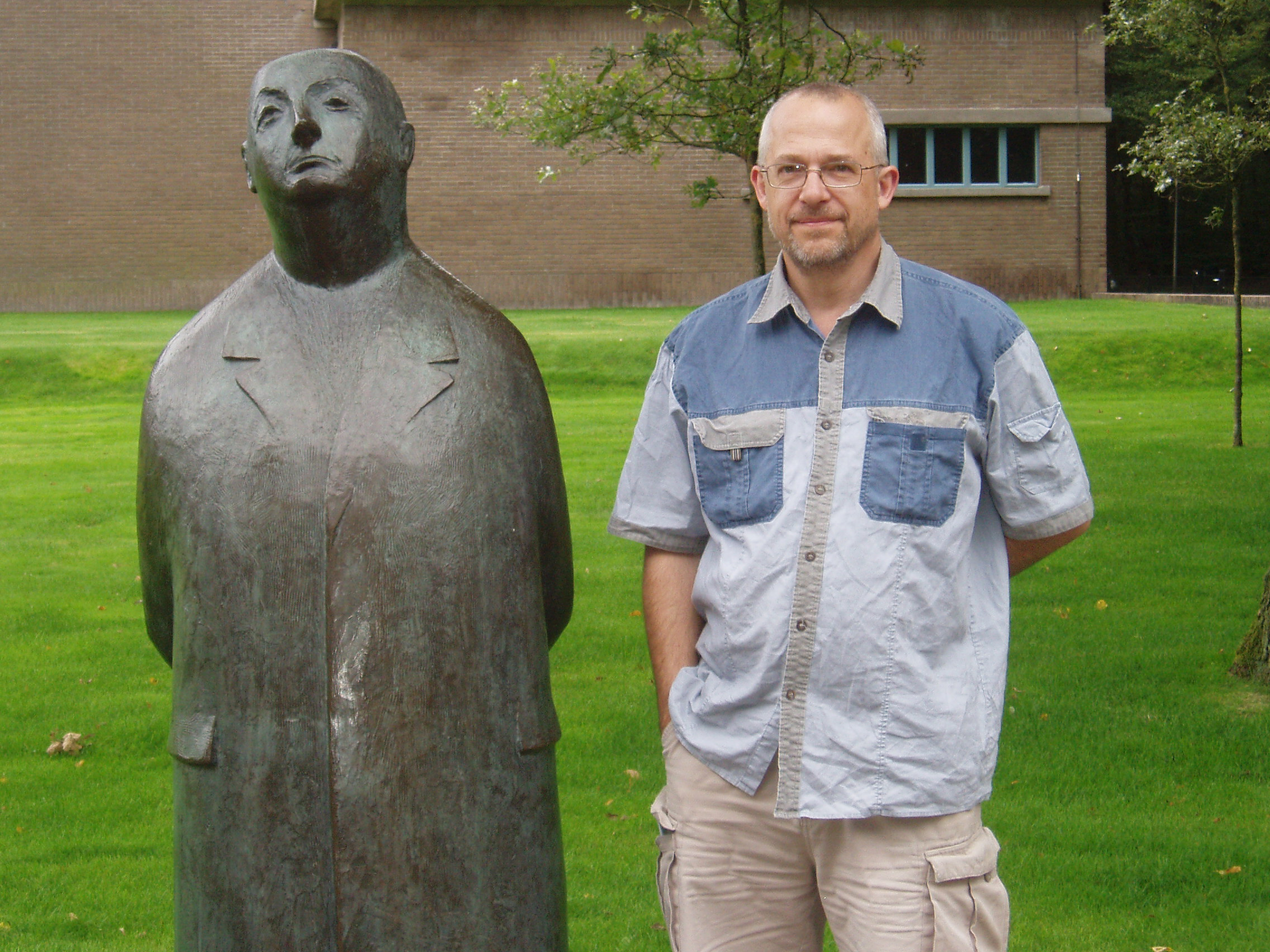
Thomas Ward

Thomas Boulton Ward (* 1963) ist ein britischer Mathematiker.
Thomas Ward ging in Swasiland zur Schule und wurde 1989 bei Klaus Schmidt an der University of Warwick promoviert (Topological Entropy and Periodic Points for {\displaystyle Z^{d}} Actions on Compact Abelian Groups with the Descending Chain Condition). Als Post-Doktorand war er an der University of Maryland in College Park und an der Ohio State University. Er war seit 1992 an der University of East Anglia, wo er Professor und später Prorektor wurde. Er war von 2012 bis 2016 Prorektor für Studium und Lehre an der University of Durham, von 2016 bis 2021 stellvertretender Prorektor für Studium und Lehre an der University of Leeds und von 2021 bis 2023 Prorektor für Studium und Lehre an der Newcastle University.
Er befasst sich mit algebraischen dynamischen Systemen, Ergodentheorie und deren Zusammenspiel mit der Zahlentheorie.
2012 erhielt er mit Graham Everest (einem Kollegen an der University of East Anglia) den Lester Randolph Ford Award für A repulsion motif in diophantine equations.

## Schriften
- mit Manfred Einsiedler: Ergodic Theory. With a view towards Number Theory (= Graduate Texts in Mathematics. 259). Springer, London u. a. 2010[3], ISBN 978-0-85729-020-5.
- mit Graham Everest Introduction to Number Theory (= Graduate Texts in Mathematics. 232). Springer, New York u. a. 2005, ISBN 1-85233-917-9.
- mit Graham Everest, Alf van der Poorten, Igor Shparlinski: Recurrence sequences (= Mathematical Surveys and Monographs. 104). American Mathematical Society, Providence RI 2003, ISBN 0-8218-3387-1.
- mit Graham Everest Heights of polynomials and entropy in algebraic dynamics. Springer, London u. a. 1999, ISBN 1-85233-125-9.
- mit Douglas Lind, Klaus Schmidt: Mahler measure and entropy for commuting automorphisms of compact groups. In: Inventiones Mathematicae. Bd. 101, Nr. 3, 1990, S. 593–629, doi:10.1007/BF01231517.